# Apalacris cingulatipes
Apalacris cingulatipes är en insektsart som först beskrevs av Bolívar, I. 1898.  Apalacris cingulatipes ingår i släktet Apalacris och familjen gräshoppor. Inga underarter finns listade i Catalogue of Life.